# باربارا لوت
باربارا لوت (بالإنجليزية: Barbara Lott)‏ هي ممثلة بريطانية (وحملت سابقاً جنسية المملكة المتحدة لبريطانيا العظمى وأيرلندا)، ولدت في 15 مايو 1920 في المملكة المتحدة، وتوفيت في 19 ديسمبر 2002 بلندن في المملكة المتحدة.

## أعمال

### أفلام
- (1996) كتاب الوسادة[2]

## وصلات خارجية
- باربارا لوت على موقع IMDb (الإنجليزية)
- باربارا لوت على موقع ألو سيني (الفرنسية)
- باربارا لوت على موقع أول موفي (الإنجليزية)
- باربارا لوت على موقع قاعدة بيانات الأفلام السويدية (السويدية)
- باربارا لوت على موقع قاعدة بيانات الفيلم (الإنجليزية)
- باربارا لوت على موقع كينوبويسك (الروسية)